# 春道列樹
春道 列樹（はるみち の つらき）は、平安時代前期の官人・歌人。主税頭（一説に雅楽頭）・春道新名の子。官位は従六位下壱岐守。

## 経歴
延喜10年（910年）に文章生となり、大宰大典を経て、延喜20年（920年）に壱岐守に任じられたが、赴任前に没したという。
勅撰歌人として、和歌作品が『古今和歌集』に3首、『後撰和歌集』に2首入集している。
- 代表歌『小倉百人一首』32番

山川に風のかけたる　しがらみは　流れもあへぬ　紅葉なりけり（『古今和歌集』秋下303）

## 官歴
『古今和歌集目録』による。
- 延喜10年（910年） 5月19日：文章生（雪中白鶴）
- 時期不詳：大宰大典
- 延喜20年（920年） 正月29日：壱岐守。日付不詳：卒去